# Kilimandżaro
Kilimandżaro – góra w północnej Tanzanii, leżąca przy granicy z Kenią. Jest najwyższą górą Afryki i jedynym miejscem na kontynencie, gdzie śnieg jest całoroczny. Jest jednym z najwyższych samotnych masywów. W jego skład wchodzą trzy szczyty będące pozostałością po trzech wulkanach:
- szczyt Uhuru na wulkanie Kibo (Kilimandżaro) – 5895 m n.p.m.,
- Mawenzi(inne języki) – 5150 m n.p.m.,
- Shira – 3940 m n.p.m.

Uhuru wznosi się około 4900 metrów ponad otaczającymi masyw terenami.

## Historia

### Etymologia
Pochodzenie nazwy Kilimandżaro nie jest znane. Niemiecki misjonarz Johann Ludwig Krapf, opisując ją w latach 60. XIX wieku, przekazał, że tak nazywali górę mieszkańcy wybrzeża, posługujący się językiem suahili. Nazwa masywu miałaby pochodzić z połączenia dwóch słów – kilima (góra) oraz njiaro (karawana). To tłumaczenie budzi jednak sporo wątpliwości. Możliwe, że nazwa została zniekształcona przez Europejczyków (góra w języku suahili to mlima). W dziewiętnastowiecznych relacjach można napotkać także tłumaczenia takie jak „wielka góra” bądź „jasna góra”.

### Początki eksploracji
Jeszcze przed przybyciem Europejczyków wokół masywów wulkanicznych mieszkały liczne koczownicze plemiona. Kilimandżaro wśród nizin było czymś niezwykłym dla tamtejszych mieszkańców. Budziło wśród nich grozę do tego stopnia, że nazwali go Górą złych duchów. Niektóre plemiona (np. Masajowie) oddawały boską cześć Górze światłości. Zainteresowanie wyżyną wzrosło w XIX wieku, gdy Tanganika, na terenie której znajdowała się wówczas Kilimandżaro, stała się kolonią niemiecką.
5 października 1889 roku niemiecki kartograf pochodzący z Lipska, profesor Hans Meyer wraz ze swoim przewodnikiem Austriakiem Ludwikiem Purtschellerem, stanęli na szczycie Kilimandżaro. Dosyć szybko zauważono walory turystyczne góry i w 1898 roku wytyczono pierwszy szlak turystyczny, który prowadził na sam szczyt. W 1932 roku na zboczach powstało pierwsze schronisko. Pierwszym Polakiem, który zdobył Kilimandżaro, był Antoni Jakubski, zoolog. Było to w 1910 roku.

### Ochrona przyrody
Wcześnie zauważono też walory przyrodnicze masywu Kilimandżaro – już w 1921 roku powstał tu rezerwat przyrody. W 1973 roku wyższe piętra masywu powyżej linii drzew (ok. 2700 m n.p.m.) objęto ochroną w ramach Parku Narodowego Kilimandżaro (ang. Kilimanjaro National Park) o powierzchni 753 km². Park został udostępniony turystom w 1977 roku, a w 1987 roku wpisano go na listę światowego dziedzictwa UNESCO.

### Konflikt kenijsko-tanzański

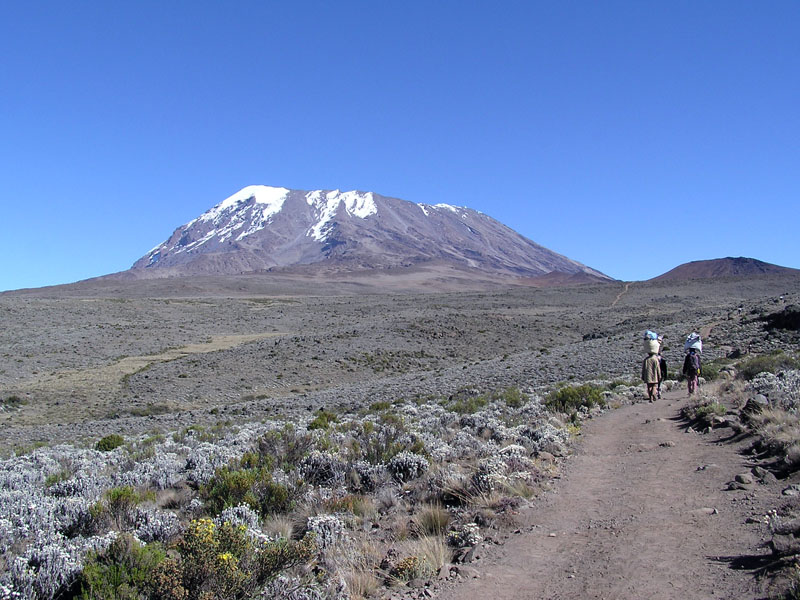
Kilimandżaro

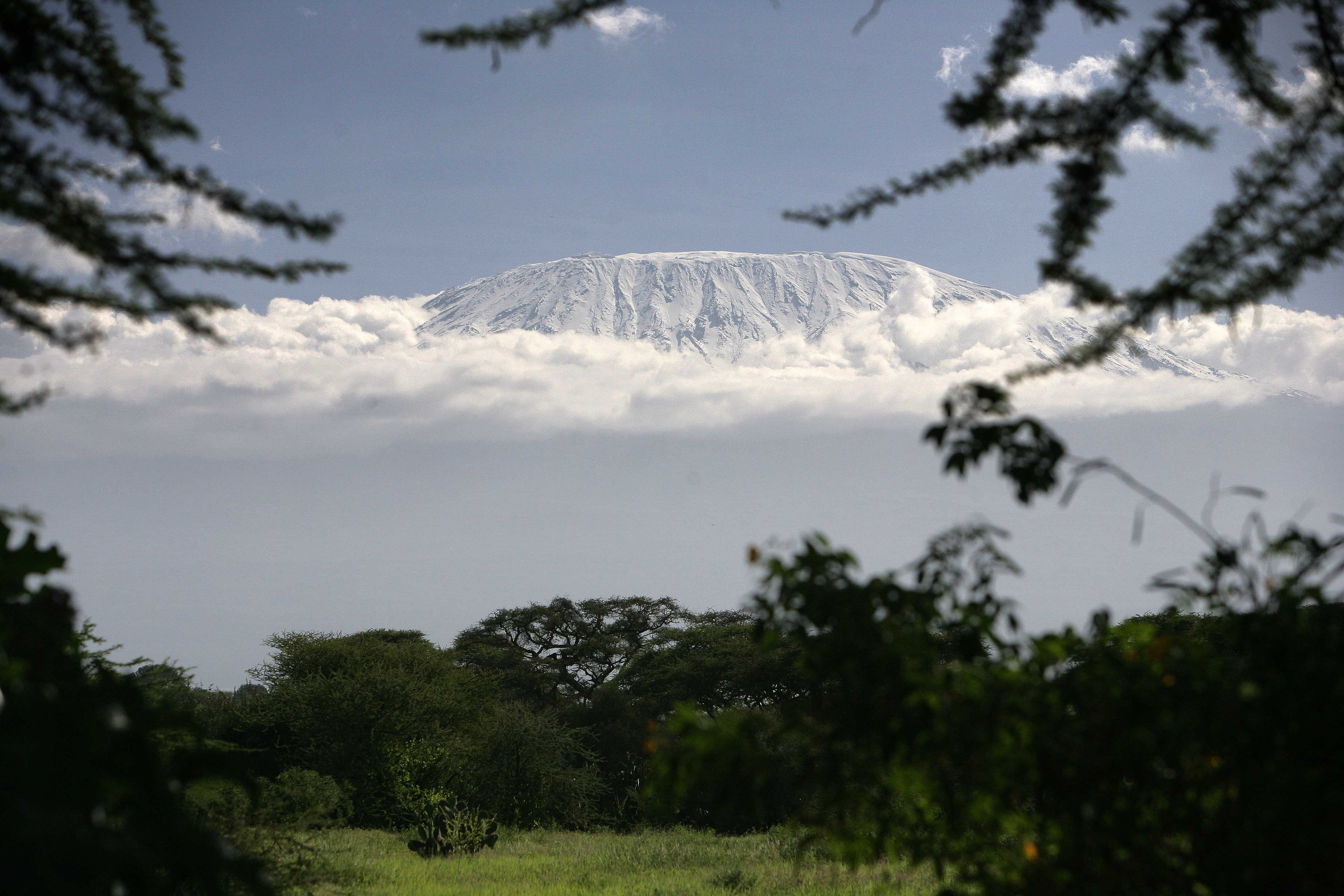
Widok na Kilimandżaro od strony Kenii

Do roku 1977 masyw Kilimandżaro był często odwiedzany przez turystów, głównie z Europy Zachodniej. Zarabiała na nich jednak tylko Kenia. Tanzania, w granicach której leży Kilimandżaro, nie otrzymywała z tego żadnych profitów. 4 lutego tego samego roku władze Tanzanii zamknęły granice. Zarekwirowano blisko 200 jeepów i 27 samolotów. W niedługim czasie Tanzania stworzyła własny sektor turystyczny, wybudowała wiele hoteli i pensjonatów. Każdy, kto chciał zobaczyć Kilimandżaro, musiał przyjechać do Tanzanii. Dochody były jednak niewielkie, czego skutkiem było ponowne otwarcie granic w 1983.

## Kibo
Jest to najwyższy wulkan w wulkanicznym masywie Kilimandżaro, położony na terytorium państwa Tanzania. Wznosi się na wysokość 5895 m n.p.m. i tym samym jest najwyższym szczytem w Afryce.

## Mawenzi
Mawenzi Peak jest drugim pod względem wysokości szczytem Kilimandżaro po szczycie Kibo (5149 m n.p.m.) i jednocześnie trzecim pod względem wysokości szczytem w Afryce po Kibo i Mount Kenya, który przewyższa Mawenzi o 50 metrów.

## Rodzaje pięter

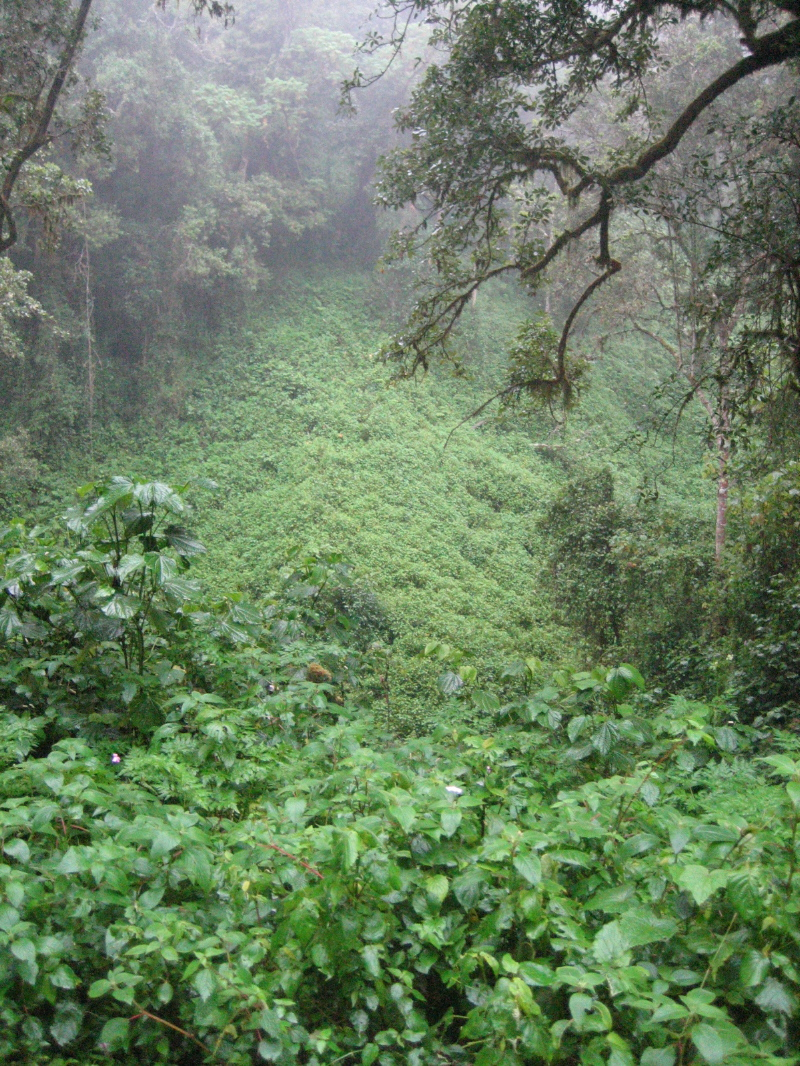
Las na Kilimandżaro

Rozbudowany układ pięter roślinnych – od podnóża: stepy, rzadkie suche lasy, wiecznie zielone lasy górskie, roślinność krzewiasta, łąki górskie, wieczne śniegi.
Kilimandżaro charakteryzuje się dużą różnorodnością typów lasów na wysokości 3000 m, zawierających ponad 1200 gatunków roślin naczyniowych. Regiel lasów wiecznie zielonych (z rodzaju Ocotea) występuje na wilgotnym, południowym zboczu. Lasy krzewów z rzędu malpigowców i jałowców rosną na suchym stoku północnym. Lasy wrzośców piętra subalpejskiego na wysokości 4100 metrów są najwyżej położonymi lasami w Afryce. Pomimo ogromnej różnorodności biologicznej, liczba endemitów jest niewielka. Jednakże relikty lasów w najgłębszych dolinach na najniższych uprawianych obszarach sugerują, że górę Kilimandżaro w przeszłości porastała bogata flora, z ograniczonym zasięgiem występowania gatunków znanych tylko z gór Eastern Arc. Mała liczba endemitów może być raczej wynikiem zniszczenia niżej położonych lasów niż młodego wieku góry. Inną cechą lasów Kilimandżaro jest brak strefy bambusa, która występuje we wszystkich innych wysokich górach Afryki wschodniej, z podobną wartością opadów. Yushania alpina jest ulubionym pokarmem słoni i bawołów. Na Kilimandżaro przedstawiciele megafauny występują na północnych stokach, gdzie jest zbyt sucho, aby rozwinęła się strefa bambusów.

## Pogoda i klimat
Przeważa klimat równikowy, górski. Na wyższych poziomach jest zimniej.
Pogoda w północnej Tanzanii dobrze ilustruje typowy tropikalny klimat z suchą i deszczową porą roku. Temperatura rzadko spada poniżej 25–35°C (77–95°F). Marzec–maj to pora deszczowa z wysokimi opadami. Listopad–początek grudnia to mała pora deszczowa.
Podczas wędrówki na Kilimandżaro występuje znaczna różnica temperatur, od gorącej u podnóża do bardzo zimnej na szczycie (szczególnie w nocy, kiedy temperatura spada poniżej –15°C). Wraz ze wzrostem wysokości opady deszczu i dzikie zwierzęta stopniowo są coraz mniejsze.

### Opady
Ponieważ Kilimandżaro leży w środkowej części Afryki, wyróżnia się dwie pory – suchą i deszczową. Ta ostatnia dzieli się na dwa okresy:
- deszczów długich – od kwietnia do czerwca,
- deszczów krótkich – od października do grudnia.

Stosunkowo suchymi miesiącami są styczeń, luty, marzec, lipiec, sierpień i wrzesień. Średnia ilość opadów jest uzależniona od wysokości n.p.m. oraz strony zbocza. Waha się pomiędzy 2500 mm rocznie (rejony wschodnie na wysokości 3000 m) a 250 mm (na szczycie). Śniegami jest pokryte blisko 4 km² powierzchni szczytu.

## Polacy na Kilimandżaro
Pierwszym Polakiem, któremu udało się zdobyć szczyt Kilimandżaro był Antoni Jakubski w 1910 roku. Od tamtego momentu Polacy niejednokrotnie zdobywali Dach Afryki.
22 lutego 2021 roku w czasie wyprawy na Kilimandżaro, tuż po zdobyciu szczytu, zmarł polski podróżnik Aleksander Doba.

## Kilimandżaro w kulturze
Motyw Kilimandżaro pojawia się w wielu dziełach sztuki, literaturze i filmie. Ernest Hemingway napisał o nim w swym opowiadaniu Śniegi Kilimandżaro (zostało ono zekranizowane – w rolach głównych wystąpili Ava Gardner i Gregory Peck). Akcja książki i filmu animowanego Król lew rozgrywa się w scenerii Kilimandżaro. Zespół Lady Pank nagrał piosenkę „Moje Kilimandżaro”.